# Cindy Crawford
Cynthia Ann „Cindy” Crawford (n. 20 februarie 1966, DeKalb⁠(d), Illinois, SUA) este un fost fotomodel, moderatoare TV și actriță americană. Ea este ușor de recunoscut după negul de pe buza superioară.

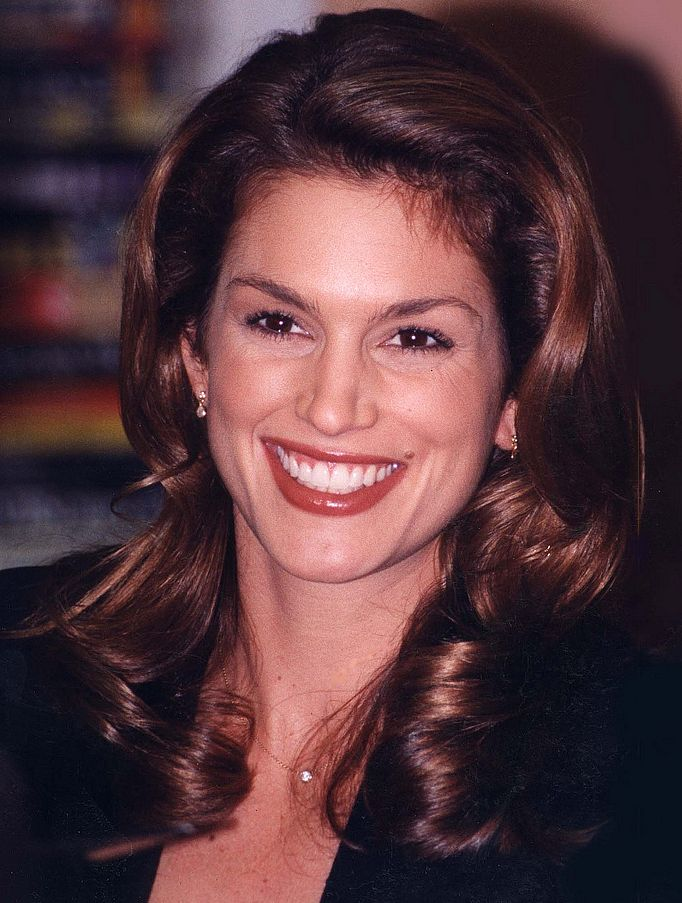
Cindy Crawford în 1995

## Filmografie

### Filme cinematografice
- Unzipped (1995)
- Catwalk (1995)
- Fair Game (1995) ... ca Kate McQueen
- 54 (1998) ...ca VIP Patron
- Beautopia (1998) ...un documentar critic la adresa lumii modeling-ului
- Bodyguards (2000) ...ca ea însăși
- The Simian Line (2001) ...ca Sandra

### Filme Video
- Cindy Crawford: Shape Your Body Workout (1992)
- Cindy Crawford: The Next Challenge Workout (1993)
- Cindy Crawford: A New Dimension (2000)

### Filme TV
- MTV's House of Style (1989-1995) ...gazdă
- Frasier: "Halloween" (1997) ca Dorothy (voice only)
- 3rd Rock From The Sun: "36! 24! 36! Dick!" (1998) ca Masha, one of the invading Venusians. The episode aired after the Super Bowl.
- Sesame Street: Elmopalooza (1998)
- The Secret World of... Supermodels (1998)
- Sex with Cindy Crawford (1998) ...a one hour TV special despre sex in the United States hosted by Crawford
- Intimate Portrait: Cindy Crawford (2001)
- According to Jim: "Cars & Chicks" (2002) ca Gretchen, manager of a car dealership
- Sunrise (2007)
- Wizards of Waverly Place: "Fashion Week" (2009) ca model Bibi Rockford